# Ryan Hurst
Ryan Douglas Hurst (Santa Monica, Califòrnia, 19 de juny del 1976) és una actor estatunidenc conegut pel seu paper d'Opie a la sèrie Sons of Anarchy.

## Filmografia

### Cinema
| Cinema | Cinema                    | Cinema                 | Cinema |
| Any    | Pel·lícula                | Personatge             | Notes  |
| ------ | ------------------------- | ---------------------- | ------ |
| 1997   | El missatger del futur    | Eddie March            |        |
| 1998   | Saving Private Ryan       | Paratrooper Mandelsohn |        |
| 1998   | Patch Adams               | Neil                   |        |
| 2000   | Normes d'intervenció      | Capità Hustings        |        |
| 2000   | Remember the Titans       | Gerry Bertier          |        |
| 2001   | The Woman Every Man Wants | Guy                    |        |
| 2001   | Venus and Mars            | Roberto                |        |
| 2002   | We Were Soldiers          | Sergent Ernie Savage   |        |
| 2002   | Lone Star State of Mind   | Tinker                 |        |
| 2004   | The Ladykillers           | Lump Hudson            |        |
| 2008   | Noble Things              | Kyle Collins           |        |
| 2009   | Chasing the Green         | Ross Franklin          |        |
| 2011   | Rango                     | Jedidiah               | (veu)  |
| 2013   | CBGB                      | Mad Mountain           |        |

### Televisió
| Televisió | Televisió                         | Televisió                     | Televisió                                     |
| Any       | Títol                             | Personatge                    | Notes                                         |
| --------- | --------------------------------- | ----------------------------- | --------------------------------------------- |
| 1993      | Saved by the Bell: The New Class  | Crunch Grabowski              | Sèrie de televisió                            |
| 1994      | Beverly Hills, 90210              | Student Actor                 | Sèrie de televisió                            |
| 1995      | JAG                               | Dirk Grover                   | Sèrie de televisió                            |
| 1995-1996 | Campus Cops                       | Wayne Simko                   | Sèrie de televisió                            |
| 1996      | Boston Common                     | Nikolai                       | Sèrie de televisió                            |
| 1996      | Wings                             | Barry                         | Sèrie de televisió                            |
| 1999      | L.A. Doctors                      | Kevin Raives                  | Sèrie de televisió                            |
| 2002      | Touched by an Angel               | Doug                          | Sèrie de televisió                            |
| 2002      | John Doe                          | Elvis Braithwaite             | Sèrie de televisió                            |
| 2002      | Taken                             | Tom Clarke (Adult)            | Mini-sèrie de televisió                       |
| 2004      | Dr. Vegas                         | Steve                         | Sèrie de televisió                            |
| 2005      | House, MD                         | Sam McGinley                  | Sèrie de televisió                            |
| 2005      | Wanted                            | ATF Field Agent Jimmy McGloin | Sèrie de televisió                            |
| 2006      | Everwood                          | Ed Carnahan                   | Sèrie de televisió                            |
| 2006      | CSI: Miami                        | Detective Michael Lloyd       | Sèrie de televisió                            |
| 2007      | Raines                            | Marco                         | Sèrie de televisió                            |
| 2005-2007 | Medium                            | Michael Benoit                | Sèrie de televisió                            |
| 2007      | Heartland                         | Mark Evans                    | Sèrie de televisió                            |
| 2008-2012 | Sons of Anarchy                   | Harry 'Opie' Winston          | Sèrie de televisió                            |
| 2011      | Law & Order: Special Victims Unit | Doug Loveless                 | Sèrie de televisió                            |
| 2013      | King and Maxwell                  | Edgar Roy                     | Telefilm                                      |
| 2019-2020 | The Walking Dead                  | Beta                          | Reccurent: Temporada 9; Regular: Temporada 10 |